# ایجکمن (دهانه)
ایجکمن یک دهانه برخوردی در ماه‌ است.

## دهانه‌های اقماری
این دهانه ۱ دهانه اقماری دارد.
| Eijkman | عرض جغرافیایی | طول جغرافیایی | قطر          |
| ------- | ------------- | ------------- | ------------ |
| D       | ۶۲.۳° S       | ۱۳۶.۹° W      | ۲۵.۰ کیلومتر |